# Joe Hill
Joe Hill o Joseph Hillström, pseudonimo di Joel Emmanuel Hägglund (Gävle, 17 ottobre 1879 – Salt Lake City, 19 novembre 1915), è stato un sindacalista e compositore statunitense di origine svedese.
Hill è stato probabilmente uno dei più grandi cantori operai e sindacali di ogni tempo, oltre ad essere direttamente uno dei principali organizzatori e agitatori del movimento sindacale statunitense.

## Biografia
Nato a Gävle, una cittadina a nord di Stoccolma, da una famiglia di condizioni assai modeste (il padre, Olof, era un ferroviere), il suo nome originario era Joel Emmanuel Hägglund ma, una volta arrivato negli Stati Uniti d'America, lo cambiò in Joseph Hillström (generalità del tutto inventate, che però mantenevano l'aspetto svedese): le ragioni per tale cambiamento, avvenuto tra il 1906 e il 1910, non sono state mai chiarite, anche se probabilmente è per sfuggire alla giustizia; tale nome viene presto modificato e abbreviato in Joe Hill, cioè quello con cui è universalmente noto. Il nome, tra le altre cose, riecheggia curiosamente la pronuncia svedese del suo nome originario, Joel.
Joe Hill emigrò negli Stati Uniti d'America assieme al fratello Paul Hägglund nel 1902, alla morte della madre Margareta (il padre era morto nel 1887); giunse a New York, passando per Ellis Island come tutti gli emigranti; stabilitosi nella Bowery (la parte inferiore dell'East End), dovette accorgersi ben presto che il suo ingenuo idealismo sulla società statunitense non corrispondeva affatto alle durissime condizioni di sfruttamento cui i lavoratori immigrati erano sottoposti. Lavorò ovunque e facendo qualsiasi mestiere; minatore, spaccalegna, scaricatore di porto. Per spostarsi divenne uno hobo, viaggiando sui treni merci e campando in mille posti, dove lo portava il lavoro.
Joe Hill si iscrisse agli IWW (Industrial Workers of the World, i celebri Wobblies) circa nel 1910. Organizzatore del movimento operaio, nonché autore di canzoni popolari e rivoluzionarie, Hill scrisse canzoni ispirate alle esperienze dei lavoratori del suo tempo che, pubblicate nell'IWW Little Red Songbook, divennero ben presto famosissime nel mondo intero. Tra queste ricordiamo Rebel Girl, The Preacher and the Slave, e, soprattutto, Casey Jones; tutte furono usate e cantate durante i grandi raduni sindacali e durante gli scioperi.
Joe Hill arrivò nello Stato dello Utah nel 1913 e trovò lavoro nelle miniere di Park City, presso la città di Murray, dove viveva una cospicua comunità svedese. Nel 1914 fu accusato dell'omicidio di un negoziante di Salt Lake City, John A. Morrison, e processato solo su base indiziaria. Joe Hill fu condannato a morte per fucilazione e ne conseguì una battaglia internazionale per impedire la sua esecuzione da parte dello Utah.
I sostenitori di Hill dichiararono che la condanna a morte di Hill era in realtà dovuta ai "boss del rame" dello Utah, che avevano cospirato contro di lui per togliersi di mezzo uno scomodissimo avversario. Ciò non fu mai dimostrato chiaramente, ma è invece appurato che il clima e le opinioni nello Utah erano decisamente ostili agli IWW e a Joe Hill. Il Presidente Woodrow Wilson intervenne due volte per impedirne l'esecuzione, ma i suoi tentativi fallirono; Joe Hill fu messo a morte presso la Prigione di Stato dello Utah a Sugar House, il 19 novembre 1915.
Fin dal giorno dopo la sua esecuzione, Joe Hill divenne un eroe popolare ed un martire del lavoro, un simbolo della tradizione radicale statunitense e della sua lotta per la giustizia economica e sociale e per le classi più svantaggiate. Poco prima dell'esecuzione, le sue ultime parole sembrano essere state: Don't mourn for me: organize! ("Non piangetemi: organizzatevi!").

## Nella cultura popolare
La vita di Joe Hill è stata oggetto di numerose trasposizioni nel corso degli anni: biografie, racconti, romanzi, film, pièce teatrali e canzoni sono state scritte su di lui. Tra di esse ricordiamo I Dreamed I Saw Joe Hill Last Night di Alfred Hayes e Earl Robinson, che è diventata una canzone popolare assolutamente evergreen (se ne ricorda l'interpretazione di Paul Robeson e Pete Seeger, anche se la più celebre rimane quella datane da Joan Baez al festival di Woodstock nel 1969).
Nel 1971 venne distribuito il film biografico Joe Hill diretto da Bo Widerberg, vincitore del Premio della giuria al 24º Festival di Cannes